# Cyan (シンガーソングライター)
cyan（シアン、1987年12月21日 - ）は、日本の歌手、シンガーソングライター「cyan」はすべてアルファベット小文字。所属レーベルは徳間ジャパンコミュニケーションズ。名前の由来は色のシアンで、空や海をイメージしており、中村タイチが命名。

## 略歴・人物
兵庫県小野市出身。3歳でピアノを始め13歳で路上ライブをスタート、2006年に上京。2008年よりユニット「AZur」、ソロでは「彩葉」「Ayaha.」として活動、2013年10月より「cyan」として活動開始。
「人の心に寄り添う」を主なテーマとした楽曲を数多く制作、都内を拠点に各地でのライブを中心に、TBS系列Momm!! (番組には本名「厚見彩葉」で出演)にて歌うまグランドチャンピオンを獲得するなどテレビ・ラジオ出演、番組とのタイアップ、アーティストや企業への楽曲提供、放送局へのジングル提供、サロンモデル（美容室のモデルや雑誌への掲載）などで活動中の通称「サロモシンガー」「シンガージングルライター」。
特技の一つに「アナウンスものまね」があり、ラジオ番組などで「野球場」「デパート」「選挙カー」などのアナウンスのものまねを出演者などの状況に応じてアレンジし、ネタとして披露している。
フェス、成人式、結婚式、学園祭、チャリティーイベント、飲食店、ゴルフ場、ショッピングモール、寺院、介護施設、障がい者支援施設、病院など活動場所は多岐にわたる。
エピソードの一つとして、亡くなった同い年の友人の「悔しかったら武道館で歌えるくらい頑張ってみなよ」の一言が活動の励みになっていると公言しており、これはMomm!!の番組内でも触れられている。
2018年6月6日、「青空」（TBS系列『噂の!東京マガジン』エンディングテーマ）「誰より、ずっと」（リュ・シウォンに提供した楽曲のセルフカバー）の両A面シングルで徳間ジャパンコミュニケーションズよりメジャー・デビュー、2020年6月3日に2ndシングル「愛旅」（読売テレビ・日本テレビ系列『秘密のケンミンSHOW極』テーマ曲「愛旅」、cyan初のロックスタイル「LOVE LETTER」、cyanがお母さんの為に初めて書いたという「幸せのスタートライン」を収録）が、2022年6月1日にニコニコキッチンのCM曲「つながる」を収録した1stミニアルバム「つながる」が発売された。
2020年10月より「MUSIC LIFE GARDEN」（ラジオ関西）"cyanの愛旅ライブ♪"のコーナーを担当、2020年12月22日に兵庫県小野市の初代観光大使「おの恋アンバサダー」に任命、2021年3月3日よりcyan自身の番組として「ちょっと、ゆるめナイト!」（ラジオ川越※現在はツイキャスで配信）のナビゲーターを担当、2021年４月より「じもラジ」 毎月第2木曜日「TOKYO MEETS」（BAN-BANラジオ）にゲスト出演している。

## 主な出演

### テレビ番組
- Momm!!（TBS、2017年3月21日※チャンピオンを獲得・3月28日チャンピオン大会※グランドチャンピオンを獲得）
- あなたが出会った昭和の名曲 （BS11、2017年10月26日）
- 建匠style（高知さんさんテレビ、2018年1月10日よりレギュラー出演 - 第71回・第72回・第73回・第74回・第75回・第76回・第77回※cyan【夢応援】企画・第78回・第79回・第80回・第81回・第82回・2022年7月6日・7月20日）
- 徳光和夫の名曲にっぽん（BSジャパン、2018年3月30日）
- 開運音楽堂（TBS、2018年6月2日よりパワープレイのコーナーで「青空」MVが放送）
- うたなび（TOKYO MX他、2018年6月12日以後全国11局）
- エンタの玉手箱 えんたま!（高知ケーブルテレビ、2018年6月9日より「青空」MVが新譜情報として放送）
- 4時!キャッチ（サンテレビ、2019年2月1日※特別ゲストとして出演、2020年7月29日、2021年1月4日※小野市観光大使として紹介）
- LOVE MUSIC（フジテレビ、2020年6月8日、2022年6月19日）
- バリはやっ!ZIP!（FBS福岡放送、2020年6月22日）
- けいじばん（TOSテレビ大分、2020年6月25日）
- エンタの玉手箱（KCB高知ケーブルテレビ、2020年6月27日）
- AIR（NIB長崎国際放送、2020年6月29日）
- JUNK BOX（NCC長崎文化放送、2020年7月2日）
- MUSIC WOLF TV（NBC長崎放送、2020年7月12日）
- NEWS×情報　キャッチ＋（サンテレビ、2022年2月8日・15日・22日・3月1日）
- 歌魂カラオケ大賞タレント大会（TOSテレビ大分、2022年3月30日）

### ラジオ番組
- 「じもラジ」 （BAN-BANラジオ、2014年8月21日、2015年11月12日、2016年7月28日、2017年7月27日、2018年6月5日、2020年4月29日、2021年4月より毎月第2木曜日「TOKYO MEETS」にゲスト出演、2022年6月23日）
- 「なおちゃん&みやちゃんのわくわく音楽探偵団」 （FM GENKI、2014年9月14日、2014年11月2日、2014年11月16日）
- 「三上公也の情報アサイチ!」 （ラジオ関西、2014年11月25日）
- 「サタデーワイドフィーバー」（みのおエフエム タッキー816、2017年2月4日、2018年6月2日、2020年5月2日）
- 「UTA/UDA Night & The Time Again Special」 （FM京都α-STATION、2017年7月28日）
- 「花＊花Style」（BAN-BANラジオ、2017年8月15日、2018年6月5日、2020年2月25日）
- 「みきらぢ　サンナナ」（エフエムみっきぃ、2017年8月22日、2018年6月7日、2020年5月26日・7月28日、2022年6月）
- 「THE BEAT GOES ON SUNDAY」（FM COCOLO、2017年8月27日）
- 「かんさいミュージックBOX　NAMIHANA」（NHK大阪、2017年9月8日）
- 「SUNDAY FLICKERS」（JFN系列、2018年5月20日、2022年7月31日）
- 「afternoon salus」（FM salus、2018年5月31日）
- 「HitsFM」2018年6月度パワープレイ曲「青空」
- 「SHIZUOKA HITS ON PARADE」（K-mix、2018年6月1日）
- 「Kiss Music Presenter」（Kiss FM KOBE、2018年6月4日、2020年7月13日、2022年6月20日）
- 「桂春蝶のバタフライエフェクト」 （ラジオ関西、2018年6月5日）
- 「ハッピーシティ」（エフエムいたみ、2018年6月6日、2022年6月21日）
- 「J-HITS RADI MATION」（ラジオ大阪、2018年6月19日）
- 「きらめき歌謡ライブ」（NHKラジオ第1放送、2018年6月20日）
- 「加藤裕介の横浜ポップＪ」（ラジオ日本、2018年6月28日、2020年7月16日）
- 「金パラ 長江健次のDARADAラジオ」（FM世田谷、2018年6月29日）
- 「BAN-BANラジオ」 ※2018年7月度パワープレイ曲「青空」
- 「走れ!歌謡曲」（文化放送、2018年7月6日、2020年7月18日）
- 「GetUp 京都～マグナム石井SHOW～」（KBS京都ラジオ、2018年7月8日）
- 「Hits Happy Station」（HitsFM、2018年7月14日）
- 「Hot Spice!!」（KBS京都ラジオ、茨城放送他、2018年7月14日他）
- 「金曜ブラボー。」（ニッポン放送、2018年7月20日）
- 「日曜バラエティー」（NHKラジオ第1放送、2018年8月26日）
- 「キラメキ ミュージック スター「キラスタ」」（FM NACK5、2018年8月27日、2021年1月4日※コメント出演）
- 「GENKI暮らしの情報部」（FM GENKI、2018年9月19日）
- 「谷五郎のはりまーるラジオ」（BAN-BANラジオ、2018年10月11日他、エフエムみっきぃ、2018年10月12日他）
- 「播州一のラジチューバー」 （ラジオ関西、2020年5月2日）
- 「アスキングライフのアスキングライブ」 （ラジオ関西、2020年5月28日）
- 「ラジオ関西」2020年6月度オススメ曲に「愛旅」、2022年6月度オススメ曲に「つながる」
- 「FM FUJI」2020年6月度月間パワープレイ曲「SOUND FOREST」に「愛旅」
- 「OKAYAMA SOUND MAGAZINE」 （RSK山陽放送）2020年6月度月間パワープッシュに「愛旅」
- 「K-mix Double Eyes」（K-mix、2020年6月9日）
- 「60TRY部」（ラジオ日本、2020年6月9日、2022年7月20日）
- 「松村邦洋のOH-!邦自慢」（山口放送他、2020年6月13日・6月20日）
- 「Seasoning」（JFN、2020年6月19日、2022年6月16日）
- 「山下俊輔のWALK THE TALK」（エフエム高知、2020年6月25日、2021年12月16日）
- 「新・流行音楽堂」（ラジオ関西他、2020年6月26日他）
- 「WEST-SIDE TOKYO」（FM FUJI、2020年6月27日）
- 「OKAYAMA SOUND MAGAZINE」（RSK山陽放送、2020年7月12日・8月13日・12月27日※コメント出演、2021年12月26日、2022年7月3日※コメント出演）
- 「朝耳ラジオ55」（RSK山陽放送、2020年9月22日・10月21日・12月より番組ジングルを担当、2021年5月19日、2022年6月27日）
- 「そえんじの機嫌ようしゃべらせてぇ」（ラジオ関西、2020年10月2日・9日）
- 「牛嶋俊明 ドリームファクトリー」（エフエム岡山、2020年10月9日、2022年6月24日）
- エフエム大分開局30周年ジングルを担当（2020年9月）
- 「MUSIC LIFE GARDEN」（ラジオ関西）"cyanの愛旅ライブ♪"のコーナーを担当（2020年10月11日～）
- 「ちょっと、ゆるめナイト！」（ラジオ川越）ナビゲーターを担当（2021年3月3日～）
- 「cyan音楽特集」（ラジオ川越）（2021年5月～毎週木曜）
- 「そえんじの音楽DOH!」（FM大阪、2022年6月24日・7月1日）
- 「志の輔ラジオ　落語DEデート」（文化放送、2022年7月24日）

## 主な楽曲提供
- リュ・シウォン
  - 「誰より、ずっと」（2017年11月15日発売） ※アルバム『smile』に収録
作詞・作曲
- 株式会社カラーズ
  - 「COLORS」（2017年12月18日公開）
作詞・作曲
※「GREEN DOGからのメッセージ」 テーマソング。本人が歌唱
- 株式会社ソーシャルクリエーション
  - 「つながる」（2022年6月1日公開）
作詞・作曲
※在宅配食＆買物代行サービス「ニコニコキッチン」CM曲

## ライブ

### 主なライブ
- 2013年にcyanとしての活動開始後、「ストロボカフェ（北参道・原宿）」「渋谷Last Waltz」にてワンマンライブを開催
- cyanワンマンライブ
  - 「春想フ新月ノ夜ニ」2018年3月17日
  - 「ノースポール〜冬の足音〜」2018年12月24日
  - 「One Step〜これまでと、これからと〜」2019年8月17日（会場：中目黒FJ's）
- 2018年6月、メジャーデビュー両A面シングル発売記念インストアイベント
  - 6日HMV三宮VIVRE
  - 13日タワーレコードNU茶屋町店
  - 14日タワーレコード堺北花田
  - 25日タワーレコード町田
  - 28日タワーレコード武蔵小杉
  - 29日タワーレコード池袋
- レコ発ワンマンライブ ：「はじまりの音彩(ねいろ)」2018年6月22日 　（会場：中目黒FJ's）
- cyan Live
- 「vol.1」2018年4月30日・「vol.2」2018年9月24日・「vol.7」2019年7月20日（会場：BAR MUDDY WATER）
- 「vol.3」2018年11月5日・「vol.4」2018年11月9日・「vol.6」2019年6月6日（会場：BUBBLE NET）「vol.5」2019年3月16日（会場：BAR PLAT）
- YouTube生配信アコースティックライブ「Would you AITABI with me?」（2020年8月12日）
- AFLS生配信ライブ
  - 「聖なる夜へ〜Unplugged Live〜」（2021年12月19日）
  - 「New Beginnings」（2022年1月23日）
  - 「春想い、夜空へ唄う。」（2022年3月21日）

### 主な出演イベント
- 2011年 「日本赤十字社 LOVE in Action Meeting in 日本武道館」にゆずのゴスペルクワイヤーとして出演（会場：日本武道館）
- 2012年 「Ryu Siwon SEASON Tour 2012」にリュ・シウォンのエキストラコーラスとして出演（会場：ワールド記念ホール・横浜アリーナ）
- 2013年 「Close out 2013&Ring in The New season」に角松敏生のゴスペルクワイヤーとして出演（会場：中野サンプラザ）
- 2014年 角松敏生のアルバム「THE MOMENT」でゴスペルクワイヤーとしてレコーディングに参加
- 2016年 「即劇遊団あドり部 」に出演（4月29日・30日・9月18日）
- 2017年 「Ryu Siwon 2017 JAPAN LIVE TOUR～Smile～」にリュ・シウォンのコーラスとして出演（会場：パシフィコ横浜・オリックス劇場）
- 2019年 「ラグーナミュージックフェス」（3月23日・会場：ラグーナテンボス）
- 2019年 「ラグーナミュージックフェス2019Autumn Special」（10月19日・会場：ラグーナテンボス）
- 2019年 「南台科学技術大学（台湾）　開校50周年記念イベント」（12月5日）

## 主なタイアップ一覧
- 「青空」 TBS系列『噂の!東京マガジン』エンディングテーマ 2018年4月1日 -
- 「愛旅」 読売テレビ・日本テレビ系列『秘密のケンミンSHOW』テーマ 2020年4月9日 -
- ほそかわ歯科医院「この街編」 2020年7月4日-
- まねき食品株式会社 2020年12月29日-
- 「つながる」ニコニコキッチン 2022年4月1日-

## ディスコグラフィ

### シングル
|     | 発売日       | タイトル              | 規格品番   | 備考                                                       |
| --- | ------------ | --------------------- | ---------- | ---------------------------------------------------------- |
| 1st | 2018年6月6日 | 青空 / 誰より、ずっと | TKCA-74669 | TBS系列『噂の!東京マガジン』エンディングテーマ(青空)       |
| 2nd | 2020年6月3日 | 愛旅                  | TKCA-74882 | 読売テレビ・日本テレビ系列『秘密のケンミンSHOW極』テーマ曲 |

- 『明日への一歩/青空』（2012年） ※彩葉としての活動
- 『蛍』（2015年） ＜収録曲＞ 01. 蛍 02. はじまり 03. 声
- 『両手いっぱいのありがとうを...』（2016年） ＜収録曲＞ 01.わたげ雲 02. 願い星 03. 深海〜Piano Live Ver.〜
- 『Color Leaf』（2018年） ＜収録曲＞ 01.COLORS 02. スイッチ　※ライブ会場での限定販売

### アルバム
|     | 発売日       | タイトル | 規格品番   | 備考                                               |
| --- | ------------ | -------- | ---------- | -------------------------------------------------- |
| 1st | 2022年6月1日 | つながる | TKCA-75080 | 在宅配食&買物代行サービス『ニコニコキッチン 』CM曲 |

- 『AZur/First Message』（2011年） ※AZurとしてのバラードミニアルバム
- 『Departure』（2013年） ※Ayaha.としての活動

### 主な映像作品
- 『cyan ドキュメンタリー『2014年の挑戦 ～CD1000枚と人々との出逢い』（2015年1月公開）
- 『蛍』（2016年4月公開）※亡くなった友人に捧げた曲
- 『わたげ雲』MV （2016年10月5日公開）※亡くなった祖母に捧げた曲（参照・神戸新聞NEXT2017年5月13日 ）
- 『WINDING ROAD／絢香×コブクロ』カバー （2017年8月公開）※ちめいどとコラボ
- 『糸／中島みゆき』カバー （2017年9月公開）
- 『幸せのスタートライン』（2018年7月公開）※初めて母の為に制作した曲
- 『愛旅』（2019年12月5日）※台湾・南台科学技術大学開校50周年記念イベントにて歌唱